# Lautaro Parisi
Lautaro Joel Parisi (General Pico, provincia de La Pampa, 22 de marzo de 1994) es un futbolista argentino. Juega de delantero y su equipo actual es Ferro Carril Oeste, de la Primera Nacional.

## Carrera

### Inferiores
Parisi comenzó jugando en su ciudad, General Pico, en el Pico Football Club. De ahí, pasó a jugar en la Academia Griffa y a los 15 años viajó hacia Buenos Aires para jugar en las inferiores de Argentinos Juniors.

### Ferro Carril Oeste de General Pico
En 2016, Parisi rescinde su contrato con Argentinos Juniors, mismo año en el que retornó a su ciudad para jugar el Torneo Federal A con Ferro Carril Oeste de General Pico. Debutó el 9 de octubre de 2016, ingresando a los 33 minutos del segundo tiempo por Gaspar Gentile, en la derrota por 0-1 frente a Defensores de Belgrano de Villa Ramallo. Su debut en las redes llegó 5 meses después, convirtiendo el 1-0 parcial de su equipo a los 35 minutos del primer tiempo, que terminaría en derrota 1-2 frente a Deportivo Maipú.
Su segundo año en el club fue mucho mejor, porque se convirtió en el goleador de su equipo con 12 goles, y llevó al conjunto de General Pico a estar entre los cuatro primeros de su zona.

### Guillermo Brown
Tras su gran comienzo como profesional en el Verde, Parisi subió de categoría para jugar en Guillermo Brown, de la Primera B Nacional. Jugó su primer partido el 26 de agosto de 2018, ingresando a los 39 minutos del segundo tiempo por Jorge Velázquez, en la derrota por 0-1 ante Brown de Adrogué. Convirtió su primer gol el 7 de octubre, siendo el segundo de su equipo a los 39 minutos del segundo tiempo, en la victoria 2-0 sobre Atlético de Rafaela.
8 goles, y un nivel altísimo en su primera temporada en la categoría, alcanzaron para que varios clubes de la Superliga Argentina posaran sus ojos en el 7 bravo.

### Arsenal
El gran nivel mostrado en el equipo portuario hizo que el recientemente campeón de la Primera B Nacional, Arsenal, se haga de sus servicios. Su debut en la Superliga ocurrió el 30 de julio de 2019, ingresando a los 39 minutos del segundo tiempo por Nicolás Giménez. Su primer gol en la máxima categoría fue el 18 de agosto, siendo el primero de los tres goles anotados por el Arse en la goleada 0-3 ante Defensa y Justicia. Demostrando que la B Nacional le quedaba chica con muy buenas actuaciones en el equipo de Rondina.

## Estadísticas

### Clubes
| Ferro Carril Oeste (GP) Argentina | 3.ª                 | 2016-17             | 17  | 2  | - | - | - | - | 17  | 2  | 0.12 |
| Ferro Carril Oeste (GP) Argentina | 3.ª                 | 2017-18             | 23  | 12 | 2 | 0 | - | - | 25  | 10 | 0.4  |
| Ferro Carril Oeste (GP) Argentina | Total club          | Total club          | 40  | 14 | 2 | 0 | - | - | 42  | 12 | 0.29 |
| Guillermo Brown Argentina | 2.ª                 | 2018-19             | 22  | 8  | - | - | - | - | 22  | 7  | 0.32 |
| Guillermo Brown Argentina | 2.ª                 | 2021                | 18  | 2  | - | - | - | - | 17  | 2  | 0.12 |
| Guillermo Brown Argentina | Total club          | Total club          | 39  | 10 | - | - | - | - | 39  | 9  | 0.23 |
| Arsenal Argentina | 1.ª                 | 2019-20             | 10  | 1  | 1 | 0 | - | - | 11  | 1  | 0.09 |
| Arsenal Argentina | Total club          | Total club          | 10  | 1  | 1 | 0 | - | - | 11  | 1  | 0.09 |
| Estudiantes (RC) Argentina | 2.ª                 | 2020                | 3   | 0  | 1 | 0 | - | - | 4   | 0  | 0    |
| Estudiantes (RC) Argentina | Total club          | Total club          | 3   | 0  | 1 | 0 | - | - | 4   | 0  | 0    |
| Atlético de Rafaela Argentina | 2.ª                 | 2021                | 15  | 1  | - | - | - | - | 15  | 1  | 0.07 |
| Atlético de Rafaela Argentina | Total club          | Total club          | 15  | 1  | - | - | - | - | 15  | 1  | 0.07 |
| Estudiantes Argentina | 2.ª                 | 2022                | 36  | 2  | - | - | - | - | 36  | 2  | 0.06 |
| Estudiantes Argentina | 2.ª                 | 2023                | 27  | 5  | 1 | 0 | - | - | 28  | 5  | 0.18 |
| Estudiantes Argentina | Total club          | Total club          | 63  | 7  | 1 | 0 | - | - | 64  | 7  | 0.11 |
| Gutiérrez Argentina | 4.ª                 | 2023-24             | 8   | 6  | - | - | - | - | 8   | 6  | 0.75 |
| Gutiérrez Argentina | Total club          | Total club          | 8   | 6  | - | - | - | - | 8   | 6  | 0.75 |
| Quilmes Argentina | 2.ª                 | 2024                | 31  | 9  | 1 | 1 | - | - | 32  | 10 | 0.31 |
| Quilmes Argentina | Total club          | Total club          | 31  | 9  | 1 | 1 | - | - | 32  | 10 | 0.31 |
| San Miguel Argentina | 2.ª                 | 2025                | 12  | 2  | - | - | - | - | 12  | 2  | 0.17 |
| San Miguel Argentina | Total club          | Total club          | 12  | 2  | - | - | - | - | 12  | 2  | 0.17 |
| Ferro Carril Oeste Argentina | 2.ª                 | 2025                | 8   | 0  | - | - | - | - | 8   | 0  | 0    |
| Ferro Carril Oeste Argentina | Total club          | Total club          | 8   | 0  | - | - | - | - | 8   | 0  | 0    |
| Total en su carrera | Total en su carrera | Total en su carrera | 229 | 47 | 6 | 1 | - | - | 235 | 48 | 0.2  |
| (1) Las copas nacionales se refiere a la Copa Argentina y a la Copa de la Superliga Argentina. (2) Las copas internacionales se refiere a la Copa Libertadores y a la Copa Sudamericana. (3) Media de goles por encuentro. No incluye goles en partidos amistosos. |                     |                     |     |    |   |   |   |   |     |    |      |